# أولمبياد الروبوت العالمي
أولمبياد الروبوت العالمي (WRO) هي مسابقة روبوتات عالمية للشباب. تستخدم مسابقة أولمبياد الروبوتات العالمي ليغو مايندستورمز (بالإنجليزية: World Robot Olympiad Lego Mindstorms)‏ المصنعة بواسطة LEGO Education. أقيمت لأول مرة في عام 2004 في سنغافورة، وتستقطب الآن أكثر من 26000 فريق من أكثر من 65 دولة.

## التاريخ
تأسست رسمياً في 2004، وقد احتضنت سنغافورة في عام 2004 أولى هذه المسابقات كأول أولمبياد عالمي تم تنظيمه من 4 دول هي: كوريا والصين واليابان وسنغافورة، وتعتبر هذه الاربع الدول هي الدول المؤسسسه لهذه الأولمبياد (و المعروفة الآن باسم المجلس الاستشاري WRO).
ففي 2004 لم تقتصر المشاركات على الدول الاربع فقط، بل انضمت عدة فرق معها كالصين تايبيه، وهونغ كونغ، والهند، واندونيسيا، وماليزيا، والفلبين، وروسيا، وتايلاند مع اليابان، والصين، وكوريا، سنغافورة.
حيث تقرر إنشاء منظمة الروبوتات الجديدة والدائمة، استنادا إلى فكرة أن الطلاب من جميع أنحاء العالم ينبغي أن يكون لكل واحد منهم فرصة اللقاء مع طلاب آخرين تحقيقاً لما نصت عليه أهداف المجلس:
"لجمع الشباب في جميع أنحاء العالم لتطوير قدراتهم الإبداعية والتصميم ومهارات حل المشكلات من خلال 
المسابقات والأنشطة المتعلقة بالروبوت الصعبة والمتماشية مع الخطط التعليمية"
حيث قرر أعضاء المجلس على الاسم الجديد والذي تم اختصاره بـ (WRO) أولمبياد الروبوتات العالمي، ووضعت الشعارات WRO جديدة.
وأخيرا تم التوصل إلى النظام الأساسي (WRO)، ومجموعة من القواعد العامة، من أجل ضمان صوت ومستقبل آمن لأولمبياد الروبوت العالمي.حيث كان واحدا من القرارات الرئيسية، والتي تظهر في النظام الأساسي، أن الحدث WRO الدولي لابد أن تستضيفه دولة جديدة كل عام، وينبغي للجنة WRO انتخاب الرئيس. 
وها هي تايلاند تحتضن الأولمبياد في عام (2015) لتضم الفرق المتنافسة في العاصمة (بانجكوك).وهي ليست أول دولة اسيوية نظمت أولمبياد الروبوت، فقد نظمت دولة الإمارات العربية المتحدة في عام 2011
وتتضمن هذه الأولمبياد 4 مجالات مختلفة للتنافس وهي:
1. المسابقة العادية "Regular Category"
2. المسابقة المفتوحة "Open Category"
3. المسابقة الخاصة بالكليات والجامعات "Advanced Robotics Challenge"
4. مسابقة كرة القدم "WRO Football"

## الفئات العمرية التي يمكنها المشاركة
يحق لجميع الطلاب من الابتدائي وحتى الثانوي الخوض في مثل هذه الأولمبياد، ولكن يجب على كل شخص مشارك أن يلتحق بالفئة العمرية الخاصة به، حيث أن هذه المجالات الأربعة الآنفة الذكر تنقسم تبعاً للفئة العمرية إلى 3 فئات مختلفة، وهي:
فئة طلاب المرحلة الابتدائية وتكون اعمارهم اقل من13 سنة. فئة طلاب المرحلة الاعدادية وتكون اعمارهم 13 - 16 سنة. فئة طلاب المرحلة الثانوية أو العليا وتكون أعمارهم 17-19 سنة.
كما يمكن للطلاب الأصغر عمراً أن يلتحقوا بالفئات الأعلى وليس العكس، ولكن بشرط، وهو أن يكون باقي أعضاء الفريق من نفس الفئة التي يلتحق بها، فمثلاً يمكن لطالب عمره 12 سنة أن يلتحق في فئة المرحلة الاعدادية ولكن يشترط أن يكون باقي الأعضاء تتراوح اعمارهم من 13 - 16 سنة.
و تعتمد شروط التسجيل والانضمام على المنسق في كل دولة من الدول المشاركة.
في هذا المجال يتم تحديد عنوان مشترك لجميع الفرق المشاركة، ويتم إعلام جميع الفرق مسبقاً بالعنوان الذي يتم الاتفاق عليه من اللجنة، حيث يقوم المشاركون بعرض أفكارهم على شكل مشاريع دون التقيد باستخدام قطع ليجو فقط، أي يمكن للمشارك استخدام الروبوت لحل مشكلة معينة، مع استخدام أي مواد أو قطع إضافية لاستكمال فكرة المشروع، في هذا العام (2015)، كان موضوع المسابقة: (الاستكشاف: استكشاف مورد طبيعي في بيئة خطرة)، حيث يتم تقديم المشروع وعرضه أمام لجنة التحكيم، ووضع النقاط وفق بنود محددة، ويتم وضع علامة (صفر) لأي مشروع يتم تقديمه ولا يتعلق بعنوان المسابقة.

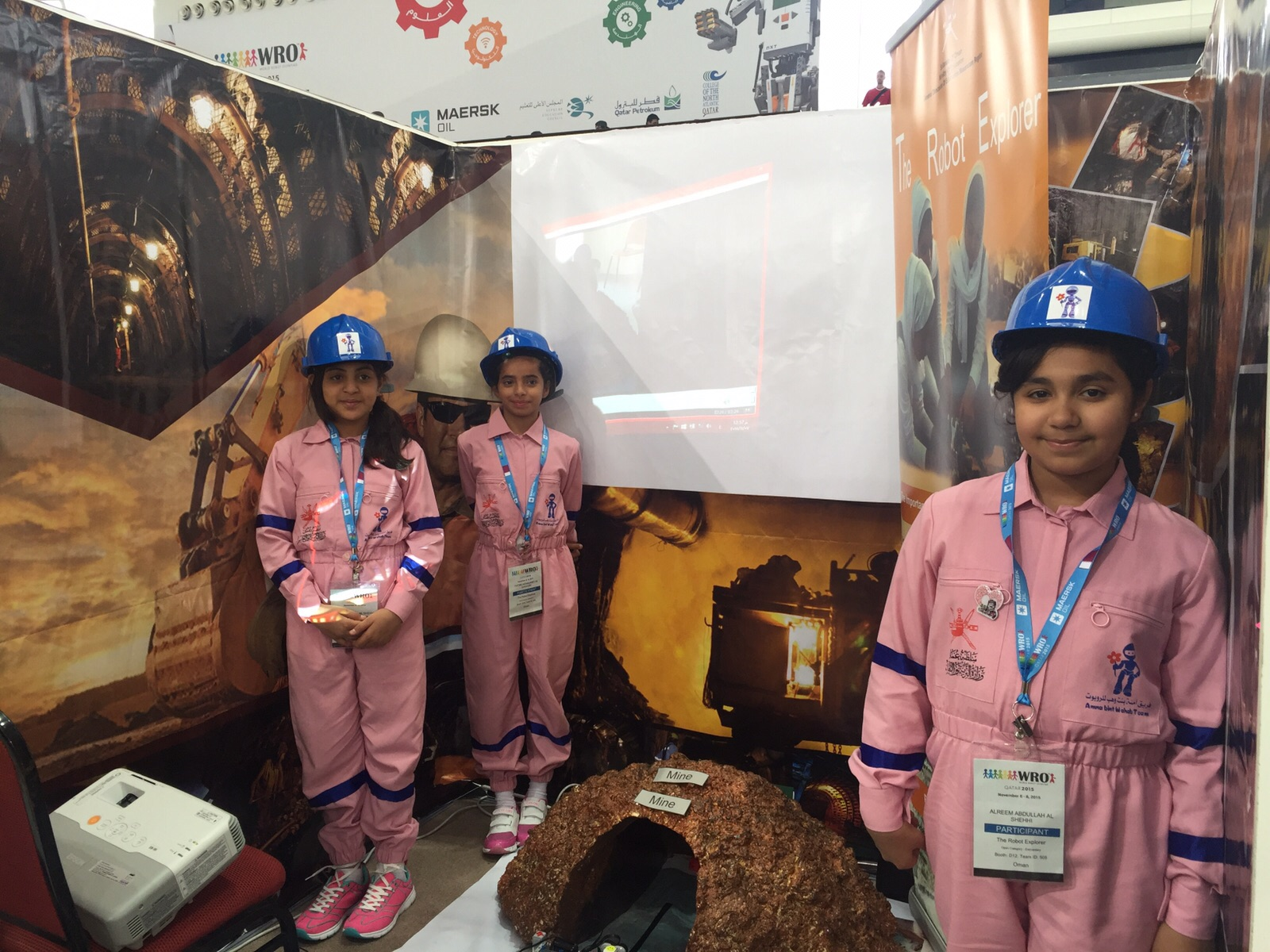
الاتحاد أفضل نادي

## المسابقة العادية
في هذا المجال يتم إعطاء الفرق المشاركة، نموذج للتحديات ليتم برمجتها والتدريب عليها، وتكون هناك بعض المهام الاضافية التي سيتم الإعلان عنها في وقت المسابقة، حيث يطلب من الطلاب إعادة تشكيل بناء الروبوت بعد تفكيكه قبل الدخول إلى قاعة التحدي، حتى الاطارات مثلا يتم تفكيكها كما كانت موجودة عند شراء حقائب الروبوت، ويعطى الجميع وقت محدد (150 دقيقة) قبل الجولة الأولى.
مع العلم أن جميع القطع التي يتم تركيبها في هذه المسابقة هي قطع (ليغو) فقط، ولا يسمح بوضع أي قطع خارجية أو اضافية، ويتم تحديد حجم للروبوت (25x25x25)، النقاط التي تحتسب لكل فريق تعتمد على سرعة الانتهاء من المهام.

## كرة القدم للروبوت
بدأت فكرة كرة القدم لمجال الروبوت عام 2010، وتحديداً في تحدي (مانيلا)، حيث يسمح للمتنافسين بالمنافسة بروبوتات تعمل بحساس الاشعة تحت الحمراء لتتمكن من تحسس وجود الكرة أمامها، علماً بان الفئة العمرية المسموح لها بالمشاركة من 10 إلى 19 سنة، ووجب التنويه إلى ان حجم الروبوت الذي يعمل في هذه المنافسة محدد من قبل اللجنة وفق معايير دولية.كما تم تغيير بعض الشروط أثناء اللعب في هذا العام (2015) بالإضافة إلى وضع قوانين أخرى حول اللعب، كما سيتم بحلول 2016 تغيير منطقة اللعب إلى اللون الاخضر.

## تحدي الجامعات - الكليات
تحدي الجامعات (بالإنجليزية: Advanced Robotics Challenge)‏ في هذه المسابقة، تقوم الفرق المشاركة بالمشاركة والتحدي، حيث يمكنها ان تستخدم أي نوع من متحكمات الروبوت MyRIO KNR أووحدات تحكم EV3 / NXT وأي قطع مختلفة TETRIX وMATRIX، 
لا توجد قيود على اختيار وعدد أجهزة الاستشعار والمحركات والماكينات. أما حجم الروبوت قبل أن يبدأ فيجب أن يكون في حدود 45 × 45 × 45 سم. حيث أن الحد الأقصى للوقت يختلف باختلاف كل مسابقة.